# Orcula fuchsi
Orcula fuchsi је пуж из реда Stylommatophora и фамилије Orculidae. 

## Угроженост
Ова врста је на нижем степену опасности од изумирања, и сматра се скоро угроженим таксоном.

## Распрострањење
Аустрија је једино познато природно станиште врсте.

## Станиште
Врста Orcula fuchsi има станиште на копну.